# Sistema di riferimento inerziale
In fisica un sistema di riferimento inerziale è un sistema di riferimento in cui è valido il primo principio della dinamica. Con un'accettabile approssimazione è considerato inerziale il sistema solidale con il Sole e le stelle (il cosiddetto sistema delle stelle fisse), ed ogni altro sistema che si muova di moto rettilineo uniforme rispetto ad esso (e che quindi né acceleri né ruoti): in questo modo si viene a definire una classe di equivalenza per questi sistemi. 
Storicamente, furono i fisici James Thomson, nel 1884, e Ludwig Lange, nel 1885, ad introdurre i termini sistema di riferimento inerziale e orologio di riferimento (rispettivamente scala temporale inerziale). La presentazione di Lange fu quella più citata nella letteratura di lingua tedesca e fu menzionata con particolare enfasi dal fisico e filosofo austriaco Ernst Mach nella seconda edizione (1889) del suo trattato Meccanica.

## Definizione formale
Un sistema di riferimento inerziale è un sistema di riferimento caratterizzato dalla seguente condizione: se un punto materiale è libero, cioè sottoposto ad una risultante delle forze nulla per cui deve essere a grande distanza da corpi che possono imprimere forze su di esso, allora persevererà il suo stato di quiete o di moto rettilineo uniforme finché esso non viene perturbato. In altre parole un osservatore S o sistema di riferimento si dice inerziale se, di un punto materiale isolato (P, m), misura accelerazione nulla, qualunque sia l'istante t in cui si effettua tale misura e qualunque sia lo stato cinematico (P, Ṗ) del punto nel medesimo istante t.
Si può verificare che gli osservatori, che di un punto materiale isolato misurano accelerazione nulla, sono tutti e solo quelli che si muovono di moto traslatorio rettilineo uniforme rispetto all'osservatore S sopra citato.

## Dinamica newtoniana
Un sistema di riferimento inerziale nella dinamica newtoniana è un sistema di riferimento in cui sia valida la prima legge della dinamica. Questo assunto è basato sull'osservazione e sulla geometria euclidea.
L'espressione {\displaystyle F=m\cdot a} (forza = massa × accelerazione) ha un importante valore: non menziona la velocità e quindi questa non fa parte del calcolo; in pratica la variazione di velocità dovuta a una forza è indipendente dalla velocità. Questa proprietà esprime una proprietà fondamentale del moto: le velocità sono indistinguibili. Pertanto un osservatore può scegliere un qualsiasi sistema di riferimento inerziale come sistema di coordinate per i calcoli, e può applicare le leggi del moto. I sistemi di riferimento inerziali sono gli unici sistemi di riferimento in cui sono valide le stesse leggi del moto. Nel modello concettuale della dinamica newtoniana, è sufficiente definire il moto inerziale come moto a velocità costante lungo una linea retta.

### La Terra come sistema di riferimento inerziale
La Terra non è un vero e proprio sistema di questo tipo, a causa dei suoi movimenti di rivoluzione e di rotazione. In particolare, il moto di rotazione sottopone gli oggetti sulla sua superficie lontani dai poli a una piccola forza centrifuga. Tuttavia questa accelerazione è irrilevante in certi casi, per cui la Terra è un sistema di riferimento che approssima un sistema di riferimento inerziale.
Il moto di rotazione sottopone inoltre i corpi lontani dall'equatore alla forza di Coriolis, che devia verso destra il moto di tutti i corpi dell'emisfero nord e verso sinistra quelli dell'emisfero sud, come dimostrato dal famoso pendolo di Foucault.

### Osservatori inerziali
Gli osservatori posti in un sistema inerziale si dicono osservatori inerziali, ed assumono una particolare importanza nell'ambito della meccanica. Due osservatori in moto relativo uniforme osservano che una medesima massa, sottoposta alla medesima forza, varia nel medesimo modo il suo stato di moto. Nel linguaggio corrente si può dire che presenta la medesima inerzia nei confronti di un tentativo di variarne lo stato di moto. Le leggi della meccanica classica sono invarianti solo per osservatori inerziali. Un osservatore dentro una capsula in caduta libera verso la Terra non può verificare la legge di caduta dei gravi, che pure descrive la sua stessa caduta.
In formule possiamo dire che:
{\displaystyle V_{I}(t)=V_{II}(t)+V_{I-II}}
{\displaystyle A_{I}(t)=A_{II}(t)}
La terza forza si annulla e i due osservatori misurano la medesima forza agente su {\displaystyle m}
{\displaystyle m\cdot a_{I}(T)=m\cdot a_{II}(T)}
Se questo accade i due osservatori sono detti inerziali.

## Meccanica razionale
Nell'ambito della meccanica razionale, il Landau definisce un sistema di riferimento inerziale come un sistema in cui lo spazio è omogeneo e isotropo e il tempo è omogeneo. Cioè la funzione lagrangiana {\displaystyle {\mathcal {L}}={\mathcal {L}}(\mathbf {r} ,{\dot {\mathbf {r} }},t)} (in un sistema cartesiano di tre dimensioni di lunghezza detto K) non dipende da traslazioni di un arbitrario e fissato {\displaystyle \mathbf {r} _{0}}, né da una rotazione arbitraria e fissata determinata da una matrice di rotazione {\displaystyle R}, né da traslazioni di un tempo arbitrario e fissato {\displaystyle t_{0}}. Il tutto si riduce alla condizione che {\displaystyle {\mathcal {L}}={\mathcal {L}}(|{\dot {\mathbf {r} }}|)} o equivalentemente {\displaystyle {\mathcal {L}}={\mathcal {L}}({\dot {r}}^{2})}.

## Relatività speciale
La Relatività Speciale non solo ha identificato nelle trasformazioni di Lorentz lo strumento appropriato di trasformazione tra sistemi di riferimento inerziali, ma ha anche introdotto il concetto che le leggi che valgono per tutti i sistemi di riferimento inerziali includono anche le leggi dell'elettrodinamica, non solo quelle della meccanica.

## Relatività generale
In dinamica relativistica si riconosce che l'assunzione che lo spazio sia euclideo non è giustificata in generale. È comunque possibile creare una dinamica coerente ed accurata sulla base del concetto di "sistema di riferimento inerziale", verificando se ci sia un'accelerazione causata da una forza applicata. Una scatola contenente un peso, collegato a tutte le pareti del contenitore con molle che lo tengono sospeso, agisce come un accelerometro. Quando l'accelerometro viene messo in movimento da una forza, il peso in esso "oscilla" in verso opposto alla forza, a causa della propria inerzia. Se non ci sono manifestazioni di inerzia, questo è un sistema di riferimento inerziale.
In relatività generale esso è così definito, perché l'osservazione che anche gli accelerometri più accurati danno misura "zero" quando sono in caduta libera in un campo gravitazionale è presa come indicazione che fondamentalmente non è presente accelerazione nello spazio che circonda un oggetto in caduta libera.

### Descrizione unificata di gravità e inerzia
In relatività generale, sia la gravità che l'inerzia sono definite come interazioni di materia con la geometria dello spazio-tempo. Detto molto sinteticamente: la geometria dello spazio-tempo indica alla materia come muoversi, e la materia deforma la geometria dello spazio-tempo.
Quando la materia si sta muovendo attraverso dello spazio-tempo non deformato (in altre parole: spazio-tempo rettilineo), essa segue traiettorie analoghe alle linee rette euclidee. Queste linee sono rettilinee universalmente, nel senso che esse sono diritte anche se osservate a distanza: esse sono universalmente linee rette. Oggetti che si muovono in uno spazio-tempo rettilineo possono muoversi solo in linea retta e a velocità costante: esso è l'unico movimento libero che questa forma di spazio-tempo permette. Quando la velocità cambia in seguito all'esercizio di una forza, allora si manifesta l'inerzia.
Quando la materia si muove liberamente attraverso uno spazio-tempo deformato descrive delle geodetiche. Queste sono percorsi in cui l'inerzia non si manifesta. Quando una forza devia un oggetto dalla propria geodetica si manifesta l'inerzia. In uno spazio-tempo deformato, un sistema di riferimento inerziale è definibile solo localmente, a causa della deformazione dello spazio-tempo causata dalla materia. La materia è riunita nelle stelle, nei pianeti ecc., e nelle vicinanze di questi gravi si osserva una deformazione sferica della geometria dello spazio-tempo. Parte di questa è un'alterazione del ritmo del tempo. Un oggetto in caduta libera verso il centro di gravità di un grave si muove lungo la propria geodetica. Il sistema di riferimento locale, ancorato all'oggetto, è un sistema di riferimento inerziale locale.

### Il campo gravito-inerziale
Secondo la relatività generale, esiste un solo campo, che può essere chiamato gravito-inerziale.
L'interazione gravitazionale è mediata dalla deformazione di qualcosa che è comunque presente: la geometria dello spazio-tempo.
La proprietà dell'inerzia esiste a causa dell'universale presenza del campo gravito-inerziale; è l'interazione con la geometria dello spazio-tempo a dire a un pianeta rotante quanto si deve rigonfiare all'equatore.
Un accelerometro interagisce con la geometria locale dello spazio-tempo per misurare se sta accelerando rispetto ad essa. È importante notare che un accelerometro non misura la sua velocità rispetto a qualche sistema assoluto.
La velocità è fondamentalmente relativa.
Un giroscopio in rotazione interagisce con la geometria locale dello spazio-tempo per misurare se sta ruotando rispetto ad essa. Siccome è molto raro che la geometria locale dello spazio-tempo ruoti significativamente rispetto all'universo, un giroscopio in rotazione mostra effettivamente quale sistema di riferimento non sta ruotando rispetto all'universo.
Il concetto di sistema di riferimento inerziale, come riconosciuto nella relatività generale, viene presentato solitamente discutendo solamente i fenomeni cinematici: accelerometri e giroscopi.
Ma non si tratta solo di dinamica: nei sistemi di riferimento inerziale, come riconosciuti nella relatività generale, valgono tutte le leggi della fisica.